# Penarddun
Penarddun ([peˈnarðin] „die Schönste“, walisisch: pen „zuvorderst, vorzüglich“; arddun „schön“) ist in der keltischen Mythologie von Wales eine Tochter oder Schwester Beli Mawrs.

## Mythologie
Im Mabinogion wird sie einerseits als Tochter, andrerseits aber auch als Schwester Beli Mawrs bezeichnet. In der Erzählung Branwen ferch Llŷr („Branwen, die Tochter Llŷrs“) im Zweiten Zweig des Mabinogi ist sie die Gattin Llŷrs, dem sie die Kinder Bran, Branwen und Manawydan gebiert. Zwei weitere Söhne hat sie mit Euroswydd, dem Sieger über ihren Gatten Llŷr (nach den walisischen Triaden „einer der drei erhabensten Gefangenen Britanniens“), nämlich Nissyen und Efnisien.
Die beiden Halbbrüder mütterlicheseits [Nissyen und Efnisien] waren Söhne des Euroswydd und seiner Mutter Penarddun, der Tochter Belis, des Sohns Mynogans.